# Kuroda Nagamasa
Kuroda Nagamasa (黒田 長政?; 3 dicembre 1568 – 29 agosto 1623) fu un daimyō durante la fine del periodo Sengoku e l'inizio di quello Edo. Figlio di Kuroda Yoshitaka fu uno dei principali strateghi e consiglieri di Toyotomi Hideyoshi.

Nagamasa fu primogenito ed erede di Kuroda Yoshitaka e nacque nel castello di Himeji nella provincia di Harima. Sua madre fu una figlia di Kushihashi Yoshiyasu e la sua futura moglie figlia di Hachisuka Masakatsu.

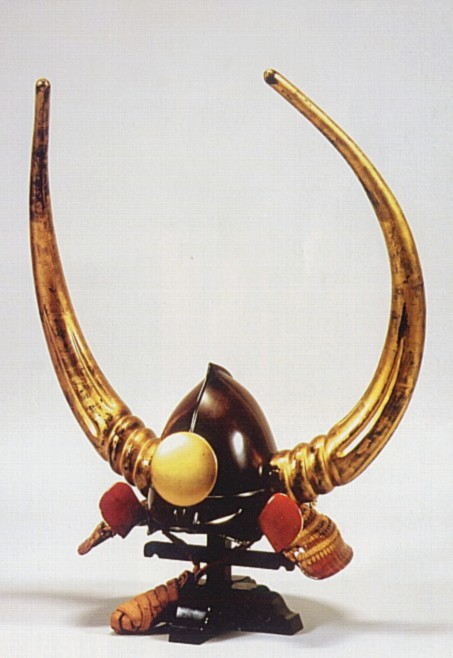
Il kabuto di Kuroda Nagamasa

All'età di otto anni fu inviato come ostaggio a Oda Nobunaga che lo fece insediare nel castello di Nagahama nella provincia di Ōmi. Nell'autunno del 1578 Araki Murashige della provincia di Settsu si ribellò contro Nobunaga e si rinchiuse nel castello di Itami. Il padre Yoshitaka fu inviato a Itami nel tentativo di negoziare un accordo ma non tornò poiché fu imprigionato. Nobunaga credeva che anche Yoshitaka lo avesse tradito e di conseguenza ordinò che il giovane Nagamasa fosse giustiziato immediatamente, un ordine che fu fortunatamente eluso da Takenaka Shigeharu. Successivamente Nobunaga concesse l'uso del carattere Naga (長?) nel nome adulto di Nagamasa.
Dopo la morte di Nobunaga nel 1582 il clan Kuroda, incluso Nagamasa, subì una crescita costante di potere e influenza sotto Toyotomi Hideyoshi grazie al talento di Yoshitaka e al favore che godeva con Hideyoshi quale fidato consigliere. Nagamasa si distinse nell'invasione di Kyūshū nel 1597 al castello di Takarabe. Successivamente i Kuroda furono stabiliti nella provincia di Buzen con un feudo del valore di circa 50.000 koku, e lo stesso Nagamasa ricevette il titolo di "Kai no kami" (甲斐守?) e succedette al padre quando quest'ultimo si ritirò nel 1589.
Nagamasa guidò 6.000 uomini nella prima Campagna Coreana (1592-93). Agì come una sorta di retroguardia quando i giapponesi alla fine si ritirarono dalla Corea nel 1598, tenendo aperto il porto di Pusan fino a quando tutti i suoi samurai non avrebbero potuto imbarcarsi. Gli fu assegnato un feudo da 120.000 koku a Nakatsu nella provincia di Buzen.
Nel 1600 lui e suo padre si schierarono con Tokugawa Ieyasu contro Ishida Mitsunari. Mentre Yoshitaka combatteva contro gli alleati di Ishida nella regione di Kyūshū, Nagamasa guidò 5.400 uomini nell'avanguardia Tokugawa a Sekigahara e fu successivamente elogiato per i suoi sforzi da Ieyasu. All'indomani della vittoria Tokugawa, gli fu affidato un feudo di 520.000 koku nella provincia di Chikuzen a Najima  e costruì il castello di Fukuoka, e sostituì il clan Kobayakawa, che aveva governato sulla regione dal 1588. Nagamasa contribuì anche alla costruzione del castello di Edo, supervisionando personalmente la costruzione del mastio. Successivamente servì nell'assedio di Osaka e combatté sotto Tokugawa Hidetada.
Nagamasa si ammalò a Kyoto prima di una visita di Tokugawa Hidetada e morì a Chion-ji nell'ottavo mese del 1623. Gli succedette il figlio maggiore Tadayuki, il quale contribuì alla repressione della rivolta di Shimabara (1638).
Come suo padre, Nagamasa fu un Cristiano, ma prontamente abbandonò la fede quando gli fu ordinato dai Tokugawa.